# Klisinec
Klisinec je vesnice, část obce Hrazany v okrese Písek v Jihočeském kraji. Leží 2,5 kilometru jihozápadně od Hrazan.

## Historie
První písemná zmínka o vesnici pochází z roku 1463. V 15. století patřila ves Předborovi z Radejšína, který získal společně s Klisincem i několik okolních vesnic od své tety Machny z Kovářova. V roce 1461 nebyl zprvu Klisinec prodaný, jako okolní vesnice rodu Rožmberků. Ale později, v roce 1463 se prodej vsi tomuto rodu uskutečnil. Majitelem se stal Jan z Rožmberka. V roce 1775 náležela ves k příslušenství zvíkovskému panství. Farou, poštou, školou a četnictvem patřil Klisinec do Kovářova.
Od roku 1923 je v Klisinci založený Sbor dobrovolných hasičů. V roce 1930 zde žilo 133 obyvatel a bylo zde evidováno 26 popisných čísel.

## Obyvatelstvo
| Rok            | 1869 | 1880 | 1890 | 1900 | 1910 | 1921 | 1930 | 1950 | 1961 | 1970 | 1980 | 1991 | 2001 | 2011 | 2021 |
| -------------- | ---- | ---- | ---- | ---- | ---- | ---- | ---- | ---- | ---- | ---- | ---- | ---- | ---- | ---- | ---- |
| Počet obyvatel | 196  | 179  | 180  | 160  | 164  | 142  | 133  | 117  | 121  | 102  | 82   | 60   | 55   | 57   | 51   |
| Počet domů     | 24   | 25   | 26   | 26   | 26   | 26   | 26   | 27   | 26   | 25   | 22   | 25   | 29   | 28   | 28   |

## Obecní správa
Při sčítání lidu v letech 1850–1963 Klisinec byl samostatnou obcí v okrese Milevsko. Od roku 1964 je částí obce Hrazany v okrese Písek.

## Pamětihodnosti
- Kaple na návsi ve vesnici je zasvěcena Nejsvětějšímu Srdci Páně. Je z roku 1940. Podnět ke stavbě kaple dal klisinecký rodák RNDr. Alois Vošahlík a tehdejší starosta František Kubíček. Podle záznamů z místní kroniky nebyly první plány na stavbu schváleny až po přepracování. Hrubá stavba kaple byla dokončena roku 1939 a v dalším roce byly provedeny vnitřní výmalby interiéru, bylo zakoupeno vnitřní vybavení kaple. Místní občané se podíleli nemalou měrou. Z jejich příspěvků byla zakoupena socha svatého Jana Nepomuckého, socha Panny Marie, kalich. Kaple byla vysvěcena 22. června 1940. Původní zvon v kapli, z roku 1894 byl za války zrekvírovaný. V roce 1947 byl slavnostně zavěšený zvon nový, který pocházel z roku 1771. Zvon byl zakoupený z bývalého proboštství a byl placený z peněžní velikonoční sbírky.[11]
- Litinový kříž na kamenném podstavci ve vsi nese dataci 1862.
- Těsně za vesnicí u komunikace směrem na Hrazánky se nachází vysoký kamenný kříž.

## Slavní rodáci
- V Klisinci se narodil Alois Vošahlík, první ministr techniky ČSR v Gottwaldově vládě, který však při výkonu ministerské funkce v roce 1946 zemřel na následky havárie se služebním autem.[12][13]
- Do své smrti v roce 2009 zde žila nejstarší obyvatelka České republiky Marie Buzková.

## Galerie

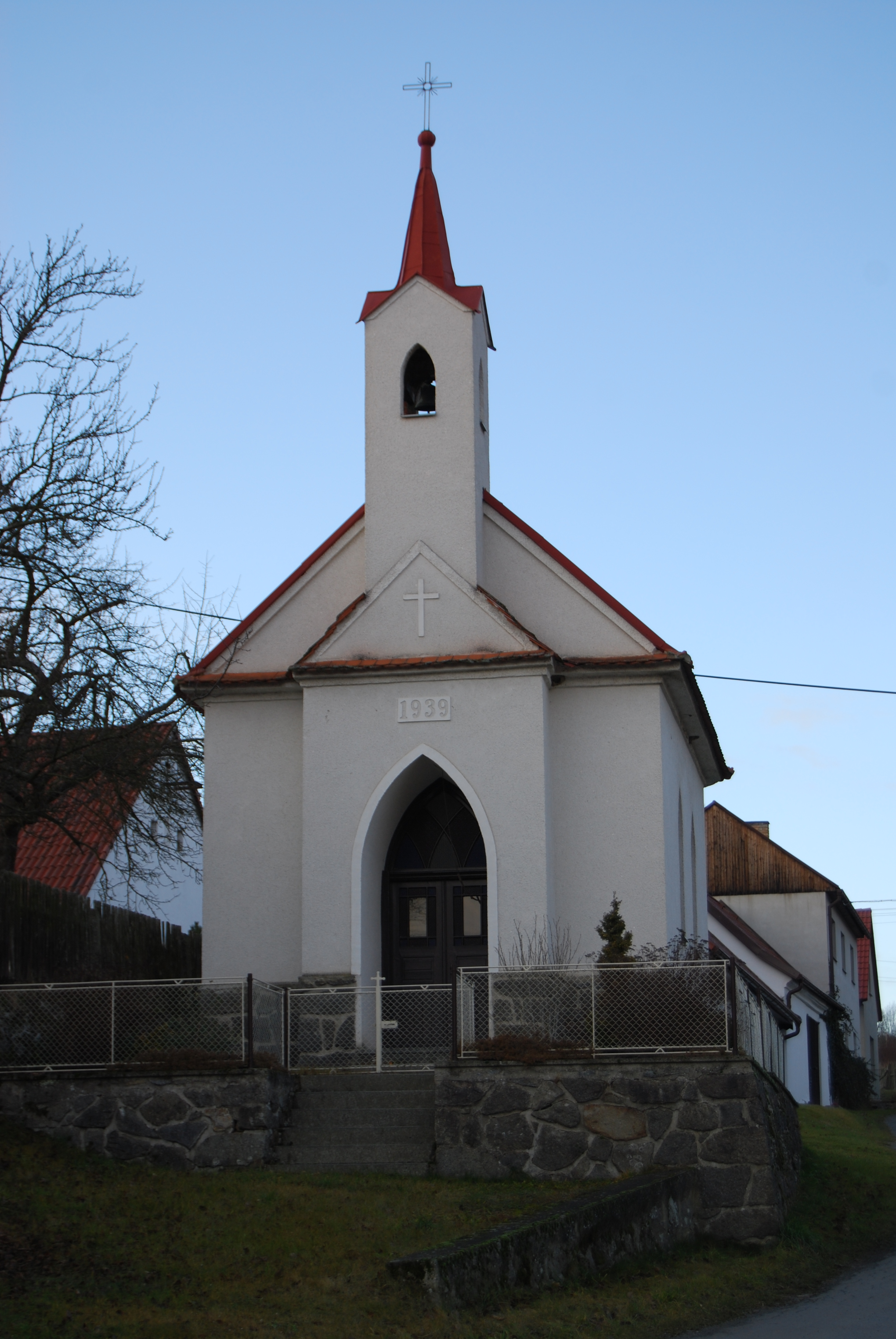
Návesní kaple
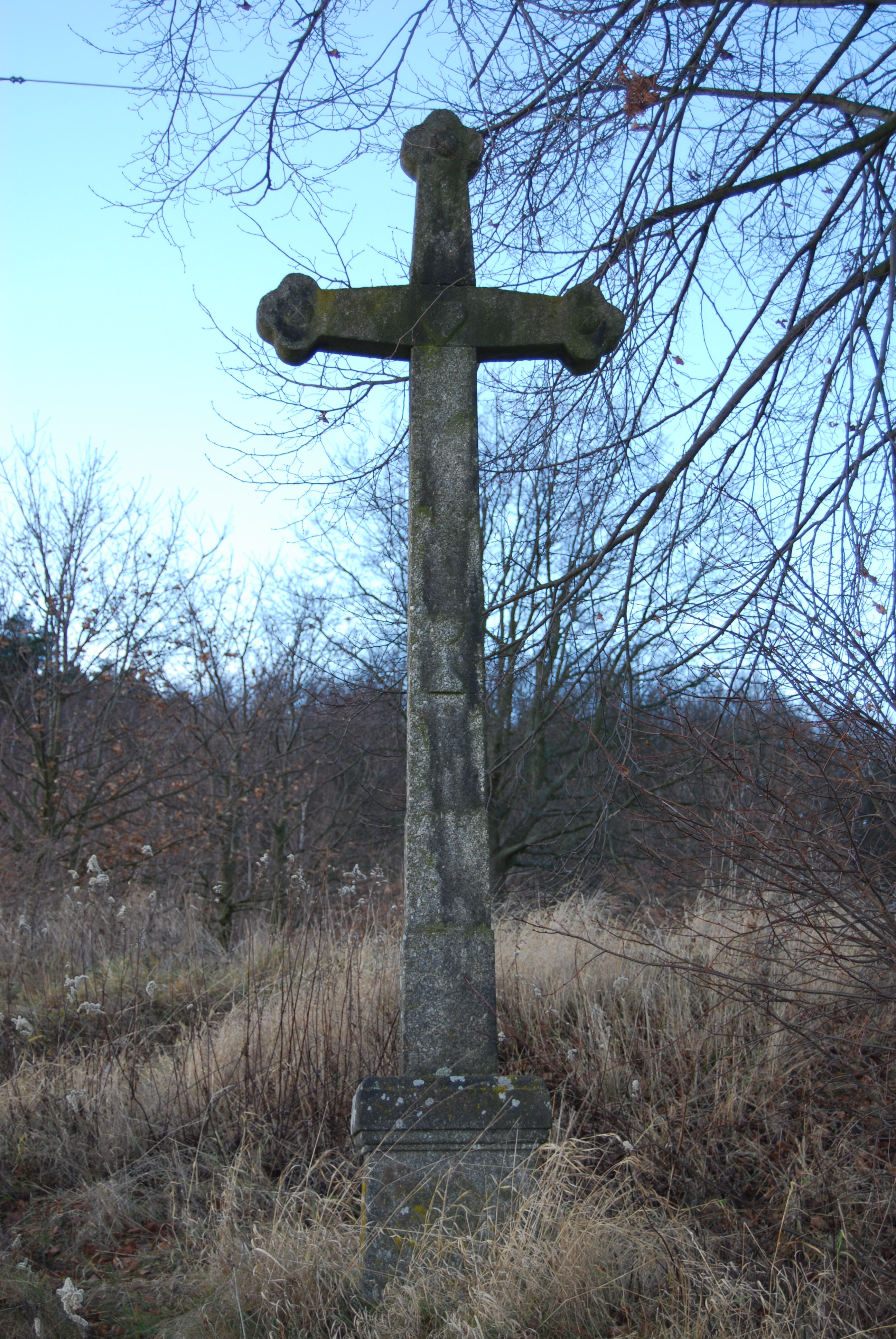
Kříž poblíž vesnice
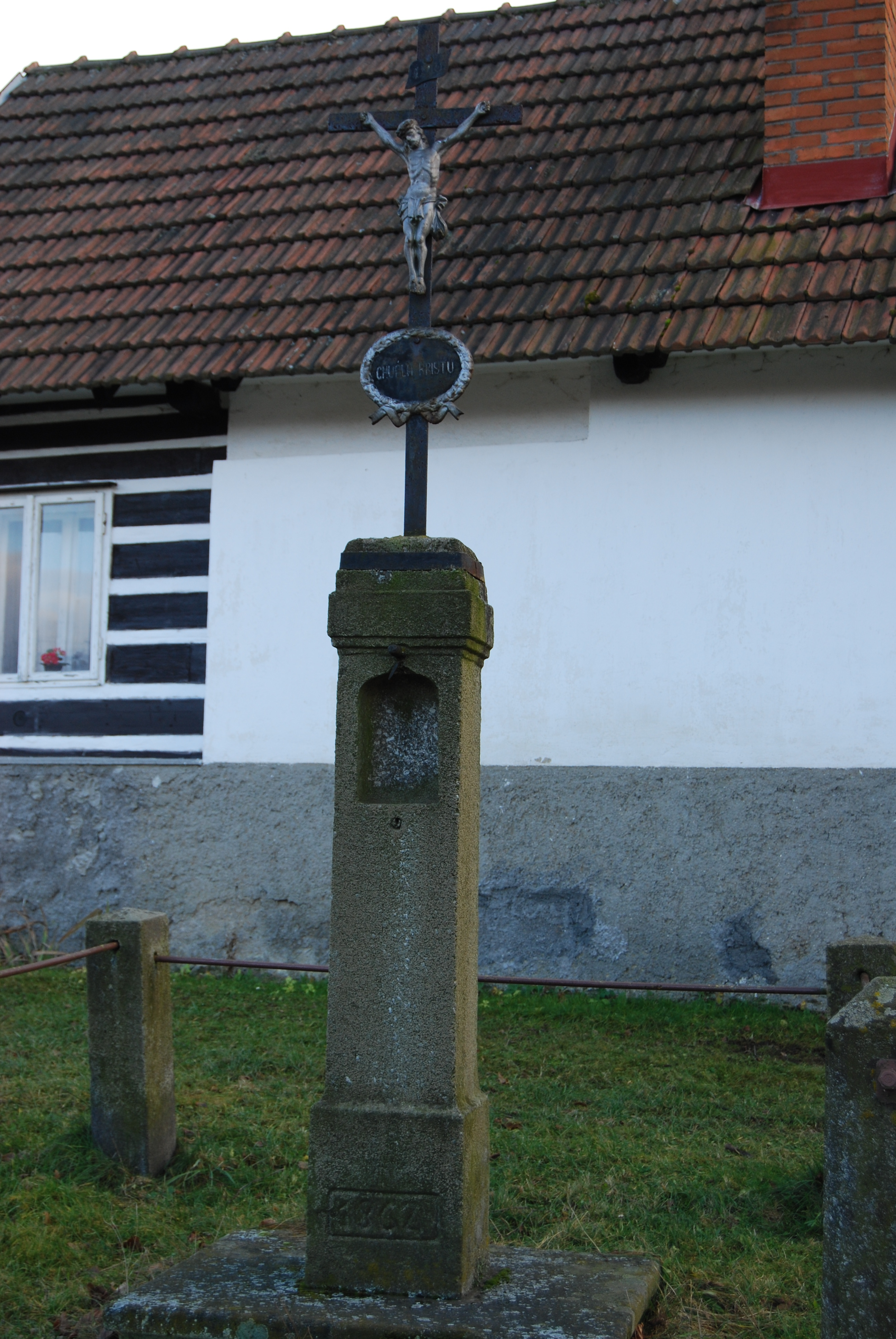
Kříž ve vsi z roku 1862
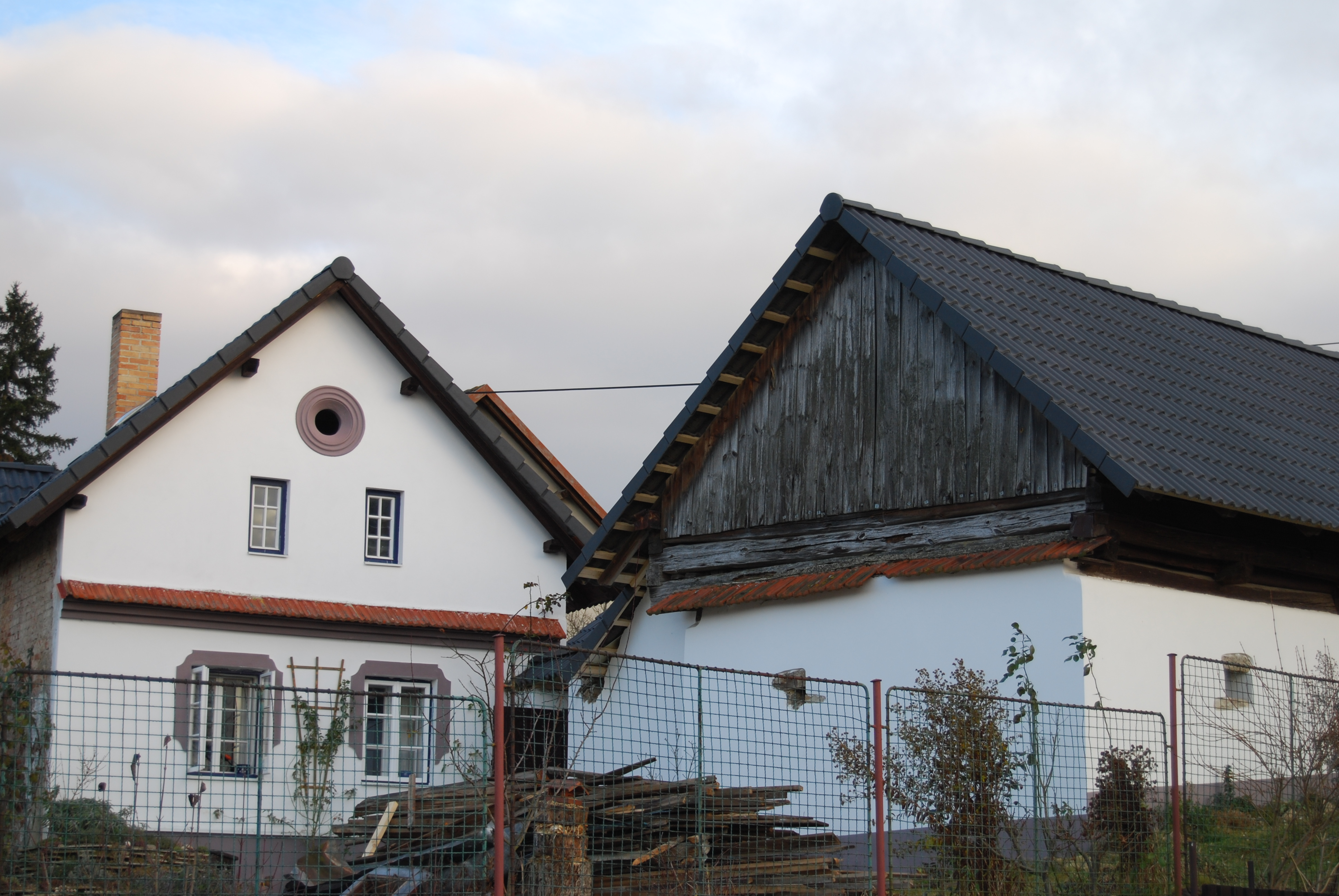
Usedlost ve vesnici
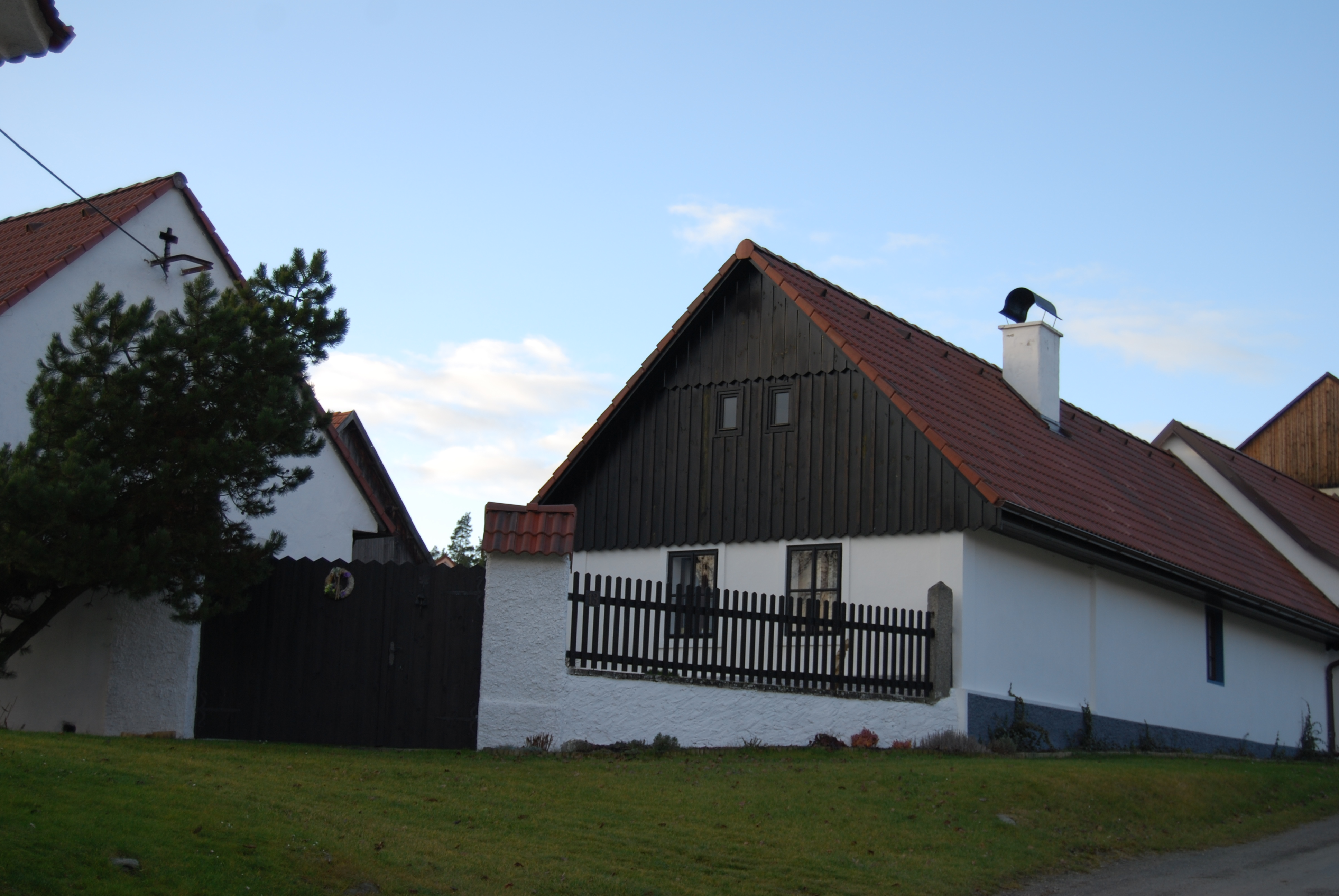
Usedlost ve vesnici